# Microbotryum tuberculiforme
Microbotryum tuberculiforme är en svampart som först beskrevs av Syd. & P. Syd., och fick sitt nu gällande namn av Vánky 1998. Microbotryum tuberculiforme ingår i släktet Microbotryum och familjen Microbotryaceae.   Inga underarter finns listade i Catalogue of Life.